# Полін Буш
Полін Ельвіра Буш (англ. Pauline Elvira Bush; 22 травня 1886 — 1 листопада 1969) — американська акторка німого кіно.

## Життєпис
Полін Буш вчилася в приватній школі у Вірджинії та Університеті штату Небраска. У 1907 році взяла участь у своєму першому театральному шоу «Kitty Gray». Полін грала в різних репертуарних театрах. З 1911 року почала зніматися в кіно в «American Film Company». У 1915 році вийшла заміж за режисера Аллана Дуона, який знімав її в своїх фільмах. Вони розлучилися в 1919 році (за іншими джерелами в 1921 році). З 1911 по 1915 рік Полін Буш знялася в 138 одна-, дво- і трьохприватна короткометражних фільмах. Грала з такими акторами, як Джордж Воррен Керріган, Мердок МакВаррі, Лон Чейні та ін. Полін Буш знялася в двох повнометражних фільмах в 1914 і 1924 роках (у другому — після повернення). Після відходу актриси з кінематографа в 1916 році кілька фільмів з її участю були перевипущено з новими субтитрами. Померла від запалення легенів у віці 83 років.

## Вибрана фільмографія
- 1914 — Світло і тіні / Lights and Shadows
- 1914 — Доброчесність сама собі нагорода / Virtue Is Its Own Reward
- 1915 — Безлюдна порода
- 1915 — Нитки долі
- 1915 — Міра людини